# Assammakak
Assammakak (Macaca assamensis) är en primat i familjen markattartade apor som förekommer i södra Asien.

## Utseende
Denna makak har en gulgrå till brun päls. I ansiktet är huden mörkare brun till violett. På hjässan har individerna en mittbena. Den korta svansen är väl täckt med hår. Kroppslängden (huvud och bål) är mellan 51 och 73 cm och därtill kommer en 15 till 30 cm lång svans. Vikten är mellan 5 och 10 kg.

## Utbredning och habitat
Utbredningsområdet sträcker sig från Nepal och södra Tibet över Bhutan, Indiens nordöstra provinser (däribland Assam), norra Bangladesh, Myanmar, sydöstra Kina (till exempel Yunnan och Guangxi) samt Laos till norra Thailand, centrala Vietnam och möjligen till nordligaste Kambodja.
Habitatet utgörs av tropiska och subtropiska städsegröna skogar i låglandet och på bergstrakter som vanligen är upp till 3 000 meter höga, i sällsynta fall upp till 4 000 meter.

## Ekologi
Assammakak är aktiv på dagen. Den vistas tidvis i växtligheten och under andra tider på marken. Arten är allätare och livnär sig av frukter, blad, ryggradslösa djur och frön.
Enligt en studie som utfördes 2007 i Langtang nationalpark i Nepal var de 213 assammakaker som hittades i den 113 km² stora regionen fördelade på nio flockar. Flockarna hade 13 till 35 medlemmar. Könsfördelningen i flockarna var 31 % vuxna honor, 16 % vuxna hannar och deras ungar från olika kullar.
Enligt en annan studie från provinsen Guangxi i Kina hade två flockar ett revir av 53 respektive 65 hektar och de vandrade i genomsnitt 590 respektive 780 meter per dag. De vistades största delen av dagen i ett område som utgjorde cirka 12 procent av hela reviret. Inom flocken är de äldsta hanarna mest dominanta. De parar sig oftare med honorna och de ger honorna pälsvård. Honor ger inte lika mycket pälsvård till de äldre hanarna. Äldre hanar kan även få pälsvård från ungdjur av hankön.

## Bevarandestatus
Det största hotet mot beståndet är intensivt skogsbruk och landskapets anpassning till människans behov. Skogarna omvandlas bland annat till odlingsmark och till samhällen. Flera exemplar fångas eller jagas för några kroppsdelars skull som ska ha läkande egenskaper enligt den traditionella asiatiska medicinen eller för att hålla assammakak som sällskapsdjur. Jakt på arten sker även för nöjets skull. I regioner där arten delar reviret med andra makaker kan hybrider uppstå vad som påverkar den lokala populationen negativ. Hela beståndet minskar men på en låg nivå. IUCN listar assammakak som nära hotad (NT).